# Казыльская волость (Елабужский уезд)
Казыльская волость (Козыльская, тат.  قازىلىٰ ۋولىٰسىٰ, Казиле вулысы), с 1924 года Костенеевская волость (тат.  كەستەنەي ۋولىٰسىٰ, Kəstənəj vulьsь, Кәстәнәй вулысы) — административно-территориальная единица в составе Вятской, Казанской губерний и Татарской АССР. Существовала в 1859-1930 годах. Ныне территория Елабужского района Республики Татарстан.
По состоянию на 1913 год волостное правление находилось в селении Костенеево.

## География
На 1910-е годы граничила с Черкасовской, Лекаревской волостями Елабужского уезда, Секинесьской, Красногорской волостями Мамадышского уезда Казанской губернии, Афанасовской и Сухаревской волостями Мензелинского уезда Уфимской губернии.

## История
Волость была образована в 1859 году в составе Елабужского уезда Вятской губернии при разделении Еловской волости. В 1919–1920 годах находилась в составе Казанской губернии, после чего возвращена в Вятскую губернию.
В 1921 году была присоединена к Татарской АССР, где вошла в Елабужский кантон.
В 1924 году волость была укрупнена и переименована в Костенеевскую. Кроме селений бывшей Казыльской волости, в её состав была включены селения Покровское, Большая и Старая Армала Ленинской волости. С 1928 года в составе Челнинского кантона, тогда же в её состав включен Бессоновский сельсовет Мамадышской волости Мамадышского кантона, а Больше-Армалинский сельсовет передан Елабужской волости; в 1929 году Бессоновский сельсовет возвращён Мамадышской волости.
В связи с введением районного деления на всей территории Татарской АССР упразднена в 1930 году, вся территория волости включена в состав Елабужского района.

## Состав

### Сельсоветы
В начале 1930 года состояла из 11 сельсоветов (Котловский, Свиногорский, Костенеевский, Ново-Мурзихинский, Больше-Армалинский, Токмашский, Яковлевский, Ново-Анзирский, Покровский, Черенгинский, Чиршинский).